# Karl-Peter Schliewe
Karl-Peter Schliewe (* 2. Juli 1929 in Rastenburg; † 24. Januar 2014 in Aachen) war ein deutscher Architekt und Baubeamter.

## Leben
Karl-Peter Schliewe wurde als Sohn des Baumeisters und Bauunternehmers Wilhelm Schliewe und der Maria Schliewe, geb. Kuhn in ostpreußischen Rastenburg geboren. Kurz vor Kriegsende wurde er noch zum Volkssturm eingezogen und geriet in russische Kriegsgefangenschaft. Nach der Vertreibung am Ende des Zweiten Weltkriegs lebte die Familie in Wesel, wo er nach der Entlassung aus der Gefangenschaft zunächst Arbeit fand. Zum Studium des Bauingenieurwesens ging er an die neu gegründeten Vereinigten Technischen Lehranstalten Koblenz. Durch das dort mit Prädikat abgelegte Bauingenieurexamen zum Studium an einer Technischen Universität berechtigt, ging er zum Studium der Architektur an die RWTH Aachen, wo er im Sommersemester 1954 im Corps Saxonia-Berlin aktiv wurde.
Nach Abschluss des Architekturstudiums mit Prädikatsnote als Dipl.-Ing. war er zunächst ab Mitte 1958 als freier Architekt im Planungsbüro von Erich Kühn tätig, wo er die Planung verschiedener größerer Institutsneubauten der RWTH Aachen verantwortete. Parallel hierzu absolvierte er von 1965 bis 1967 das Referendariat für Hoch- und Städtebau beim Staatshochbauamt Aachen, das er mit einer Arbeit zum Städtebau und der 2. Staatsprüfung beim Oberprüfungsamt Frankfurt abschloss.
Von 1967 bis 1969 verantwortete er als Regierungs-Bauassessor die Planung und Baudurchführung der Fachhochschule für Reaktortechnik, Nuklearchemie und -Physik in Jülich. Von 1969 bis 1973 plante er als Regierungsbaurat und ab 1971 als Regierungs-Oberbaurat beim Staatshochbauamt Aachen verschiedene Institute der RWTH Aachen und die Erweiterungsbauten der damals noch selbständigen Pädagogischen Hochschule Aachen.
Nach dem Beschluss des Aktionsprogramms Hochschulbau 1975-1980 der Landesregierung Nordrhein-Westfalen wurde er 1973 als Regierungsbaudirektor mit dem organisatorischen und personellen Aufbau der in diesem Zusammenhang gegründeten Zentralen Planungsstelle zur Rationalisierung von Landesbauten (ZPL) am Standort Aachen beauftragt und verantwortete von 1975 bis 1980 die Planung, Projektierung und Bauausführung der Gesamthochschulen Duisburg, Essen, Wuppertal, Siegen und Paderborn verbunden mit dem Aufbau von fünf örtlichen Bauleitungen an den neuen Hochschulorten. Im November 1975 wurde er durch Kabinettsbeschluss der Landesregierung Nordrhein-Westfalen zum Leitenden Regierungsdirektor ernannt. Im Februar 1978 erfolgte durch Kabinettsbeschluss der Landesregierung Nordrhein-Westfalen seine Ernennung zum Direktor der Zentralen Planungsstelle zur Rationalisierung von Landesbauten NW in Aachen. Zur schnellen Realisierung des Neubauprogramms wurde von der ZPL ein Bausystem gemeinsam für alle neuen und zu erweiternden alten Hochschulorte entwickelt, das sich flexibel an die unterschiedliche Topographie und städtebauliche Rahmenplanung des jeweiligen Ortes anpassen ließ. Insgesamt wurden durch dieses Programm 50.000 neue Studienplätze geschaffen
Im April 1985 wurde Karl-Peter Schliewe zum Gründungsdirektor des Landesinstituts für Bauwesen und angewandte Bauschadensforschung (LBB) des Landes Nordrhein-Westfalen berufen und mit dem organisatorischen Aufbau des Instituts beauftragt, das neben seinen Aufgaben die standortübergreifenden Aufgaben der ZPL fortführte. Im Oktober 1985 wurde Schliewe zusätzlich zu seinen bisherigen Aufgaben zum Vorstand der Sonderbauleitung für das Klinikum Aachen (SBL) bestellt. Im November 1989, zwei Monate vor seiner Pensionierung als Direktor der LBB, konnte er das Universitätsklinikum Aachen offiziell an den Nutzer übergeben. Im Januar 1990 wurde er pensioniert.

## Auszeichnungen
Die Universitätsneubauten in Siegen und Paderborn wurden von der Architektenkammer mit Auszeichnung bewertet. Karl-Peter Schliewe war außerordentliches Mitglied des Bundes Deutscher Architekten.

## Bauten
- Zentrale Rechenanlage der RWTH Aachen[8]
- Andere Institutsgebäude zwischen 1963 und 1967
- Institutsgebäude für Reaktortechnik, Nuklearchemie und -physik der FH Aachen in Jülich (1967–1969)
- Weitere Institutsbauten der RWTH
- Erweiterung der PH Aachen
- Erweiterungsbauten der RWTH Aachen
- Erweiterungsbauten der Universität Dortmund
- Erweiterungsbauten der Universität Köln
- Neubau der Universität Essen
- Neubau der Universität Duisburg
- Neubau der Universität Paderborn
- Neubau der Universität Siegen
- Neubau der Universität Wuppertal
- Nutzungsgerechte Fertigstellung des Klinikums Aachen (1989)

## Schriften
- Arbeit zum Städtebau (2. Staatsprüfung), 1967
- Landesarbeitsgericht und Arbeitsgericht Hamm. In: Deutsche Bauzeitschrift 10, 1979
- Die Bibliothekseinrichtungsplanung, in: Vom neuen Standort der Gesamthochschulbibliothek, Festschrift der Gesamthochschulbibliothek Siegen anlässlich des Bezugs ihres Neubaus, 1977, S. 27 ff. (zusammen mit Antje Mennicken und Jutta Peters)
- Kunst und Bau: 1967-1979, 1980.
- Preußische Bauten am Rhein, 1981. (Buch zu einer Ausstellung im Hause des Regierungspräsidenten Düsseldorf in der Zeit vom 13. März – 9. April 1981)
- Preußische Bauten am Rhein, 1983
- Die Mensa – ein Handbuch für Mensaplanung; eine Dokumentation und Auswertung neuer Mensabauten in Nordrhein-Westfalen, 1981. (zusammen mit Alfons Esch)
- Planertraining Entwurfstagung des Landes NW für Regierungsbaureferendare, Bad Godesberg vom 11. - 15. August 1980, 1981
- Das Landesinstitut für Bauwesen und angewandte Bauschadensforschung (LBB), 1985